# Sociedade Esportiva Ypiranga Futebol Clube

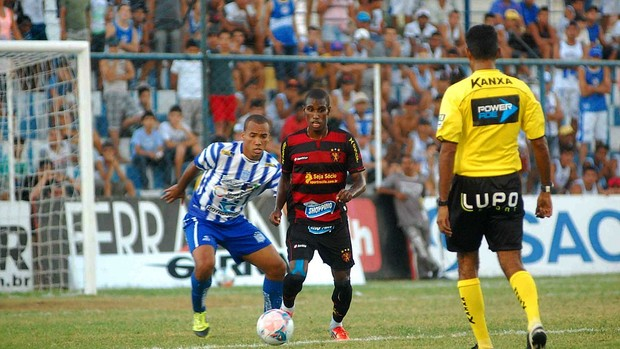
Ypiranga-PE recebe o Sport Recife em partida válida pelo Campeonato Pernambucano de 2013

Sociedade Esportiva Ypiranga Futebol Clube (conhecida popularmente como Ypiranga-PE) é uma agremiação poliesportiva brasileiro com sede na cidade de Santa Cruz do Capibaribe, Pernambuco. Foi fundado em 3 de julho de 1938 e suas cores, presentes no escudo e bandeira oficial, são o azul e branco.
Tem como modalidade esportiva principal o futebol, como um dos clubes mais vencedores e tradicionais do interior pernambucano, além de estar entre aqueles que mais se destacaram na elite do futebol pernambucano. Seus títulos mais importantes conquistados no futebol são; a Copa Pernambucana de 1994, Copa dos Clubes Profissionais do Interior, também em 1994, Série A2 do Campeonato Pernambucano de 2004, e a Série A3 do Campeonato Pernambuano de 2023.
No mais recente Ranking Nacional de Clubes da CBF, que leva em conta o comportamento das equipes nas últimas cinco temporadas e que foi divulgado em dezembro de 2022, apesar da última pontuação o Ypiranga não aparece na lista de ranqueados. No último ranking da confederação que o clube esteve presente, no ranking de clubes de 2018 aparecia com 51 pontos, na 204.ª colocação geral.

## História

Um dos escudos utilizado pelo clube ao longo de sua história

A história da Sociedade Esportiva Ypiranga Futebol Clube começa no dia 3 de julho de 1938, com história que remete aos ‘Negrinhos do Alto’ na antiga Rua do Alto, atual Av. João Balbino. O clube foi fundado por famílias tradicionais da cidade de Santa Cruz do Capibaribe na microrregião do Alto Capibaribe, no agreste de Pernambuco. Seu primeiro presidente foi o Padre José Aragão Araújo, o Padre Zuzinha, como era conhecido. O nome do clube surgiu em homenagem ao “Grito do Ypiranga” (o famoso momento da Independência do Brasil em relação a Portugal), as cores azul e branca em homenagem ao céu. Começaram a organizar jogos como um simples lazer, porém eram impedidos de brincar no momento em que o gado do Coronel Luiz Alves seguia para o campinho. Foi então que ele resolveu doar um espaço para a prática esportiva. Após o passar dos tempos, o espaço se tornou o atual Estádio Otávio Limeira Alves, nome dado em homenagem ao filho do Coronel Luiz Alves, que também fazia parte da equipe a época.
Era um clube amador até o ano de 1993, quando se profissionalizou junto à CBF. Em 1994 conquistou a 1ª Edição da Copa Pernambuco, seguido do título da Copa dos Clubes Profissionais do Interior daquele mesmo ano, título que deu condição de disputar o Campeonato Estadual da Primeira Divisão. Conhecido como Máquina de Costura, pelo fato do município do time ser uma das principais representantes do polo têxtil de Pernambuco. O apelido não se deu pelo fato de a equipe "costurar" seus adversários, mas, sim, por um grande apelo popular. A população de Santa Cruz do Capibaribe tinha o desejo de fazer do clube uma verdadeira bandeira da cidade. Por conta disso, a cada dia os representantes da equipe percebiam a necessidade de aproximar a equipe com a realidade da cidade. Além disso, os torcedores exigiam que o clube tivesse uma maior identificação com a região. A cobrança foi tanta que o Ypiranga incorporou a máquina de costura ao símbolo da equipe. Na opinião do presidente do clube, Flávio Pontes (presidente em 2012), a iniciativa fez com que a cidade se sentisse parte da equipe.
“A colocação da máquina de costura no símbolo da equipe foi uma solicitação da sociedade, que pretendia se sentir representada. A mudança fez o carinho do povo da cidade aumentar muito.” – Flávio Pontes, presidente do Ypiranga em 2012.
Na ocasião em que se profissionalizou, ficou decidido que o Ypiranga teria que mudar sua identidade visual, com o intuito de atrair mais torcedores. Foi aí que um concurso cultural elegeu a Máquina de Costura. A iniciativa deu certo. Junto com o aumento de torcedores, o clube passou a desenvolver seu patrimônio, que já conta com um estádio para mais de cinco mil pessoas, uma sede social, um centro esportivo, com piscina semiolímpica, quadra poliesportiva e espaço para shows. Como não poderia deixar de ser, o uniforme do clube é feito nas fábricas da própria cidade, algo que barateia os custos da camisa. Se fora das quatro linhas o clube já demonstrava que poderia ser grande, dentro de campo a Máquina de Costura ainda não engrenou. O maior feito da equipe foi a conquista da Copa Pernambuco em 1994 e a Copa dos Clubes Profissionais do Interior. Em 1997, o Ypiranga foi rebaixado da elite do futebol estadual, retornando à elite sete anos mais tarde, exatamente no dia 15 de julho de 2004, ao vencer a Desportiva Vitória (hoje, Acadêmica Vitória), por 3 x 2 no Limeirão. Desde 2005, o Ypiranga disputa o Campeonato Pernambucano da Série A1, tendo ficado em 8º lugar em 2005, 3º em 2006 (vice-campeão do primeiro turno), 7º em 2007, 4º em 2008, 6º em 2009 (posição repetida em 2010), vice-campeão do interior também em 2010, e em 2011, tinha ficado em 11º, mas como a Cabense perdeu 3 pontos no campeonato, a Máquina de Costura subiu uma posição, se livrando do rebaixamento.
Em 2013, tida como candidata a rebaixamento, surpreendeu e conseguiu se classificar para as semifinais do Estadual. Ao final, a equipe terminou na 4ª colocação, garantindo participação no Campeonato Brasileiro de Futebol da Série D de 2013. Após péssima campanha no Campeonato Pernambucano de Futebol de 2015, a equipe não conseguiu se manter na elite do futebol e foi rebaixada para a Série A2 (Segunda Divisão). A equipe voltou a disputar um torneio oficial na série A2 de 2018, porém acabou o Campeonato com apenas 1 ponto conquistado em 4 jogos e foi eliminada ainda na primeira fase. Em 2019 o clube disputou a Copa Pernambuco, e apesar de terminar a competição invicto, o Ypiranga foi eliminado pelos critérios de desempate. Em 2020, o Ypiranga participou novamente do Campeonato Pernambucano Série A2. Na primeira fase o clube ficou em 2º no grupo C, mas no hexagonal final não conseguiu repetir o bom desempenho ficando na 6º colocação, não conseguindo o acesso. Em 2021, foi desclassificado na segunda fase, e na classificação final ocupou a 5º colocação.
Após novo fracasso na temporada 2022 da Série A2 e uma punição severa por escalação irregular e terminando a competição na última posição, o Ypiranga foi anunciado como participante da inédita Série A3 do Campeonato Pernambucano, em 2023. Na disputa da Série A3 2023 o Ypiranga teve um aproveitamento de 83%, em uma campanha com 5 vitórias e apenas uma derrota, totalizando 15 pontos de 18 possíveis. A Máquina de costura terminou a competição com 100% de aproveitamento fora de casa e também com a melhor defesa do campeonato com 2 gols sofridos. Tal desempenho assegurou a equipe de Santa Cruz do Capibaribe o inédito título do Pernambucano Série A3 e o retorno à Série A2 em 2024.

## Clube

### Bens e acomodações

#### Sedes
- Sede 1: Rua Major Negrinho - Centro; onde se localiza o estádio Otávio Limeira Alves
- Sede 2: Rua José Francisco Barbosa n. º 320 - Bairro Novo – Santa Cruz do Capibaribe – PE; onde está localizado o Cube Ypiranga. Centro recreativo em Santa Cruz Do Capibaribe com piscinas, centro esportivo e quadra poliesportiva.

#### Estádio

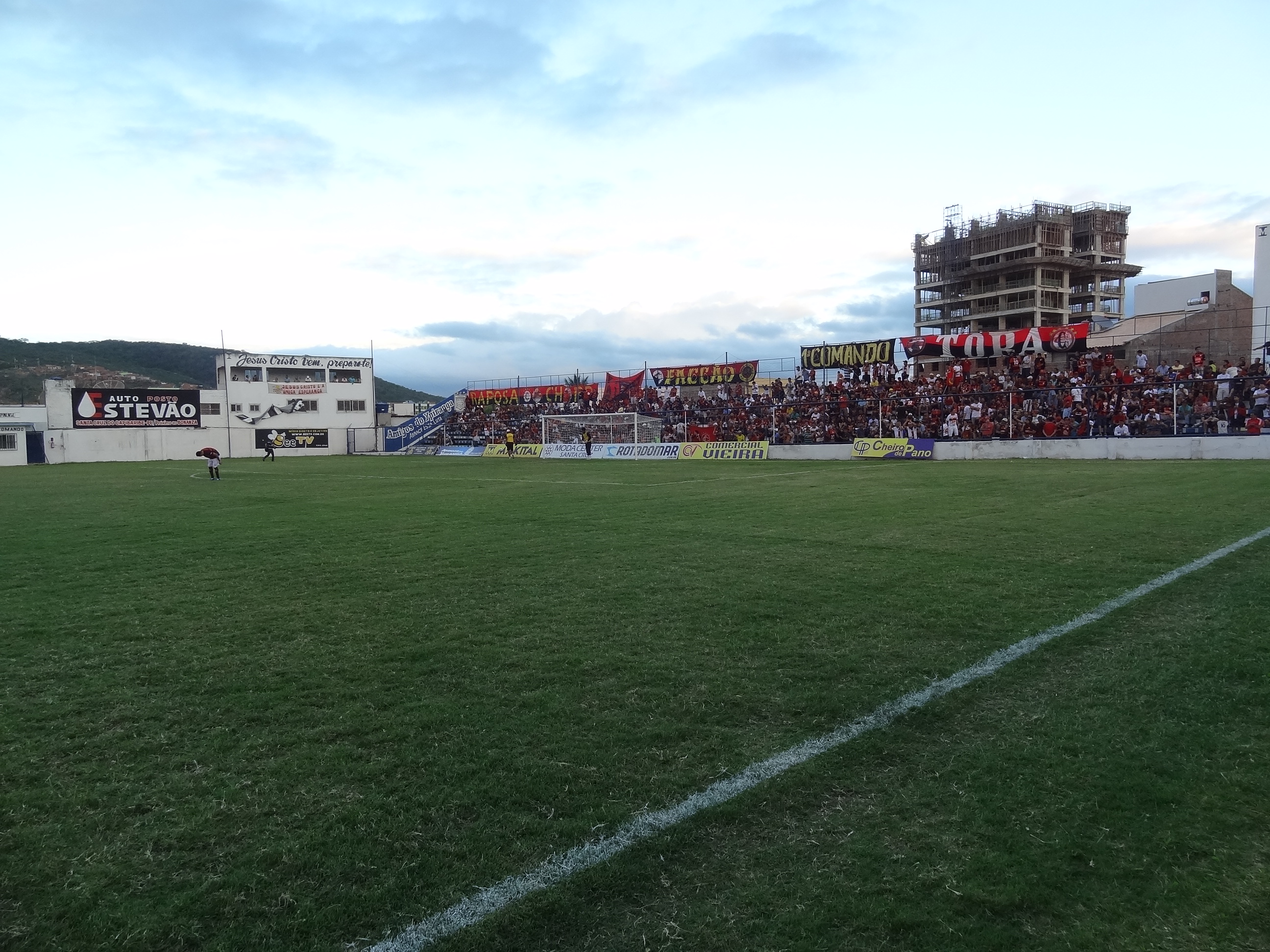
Estádio Otávio Limeira Alves

De acordo com o Cadastro Nacional de Estádios de Futebol da CBF, o Estádio Otávio Limeira Alves, conhecido como Limeirão, possui capacidade para acomodar até 5.039 espectadores e receber partidas da Série D, do Campeonato Pernambucano de Futebol - Série A1 e da Série A2.
Conforme consta na ata de fundação do Ypiranga, recuperada pelo professor Arnaldo Vitorino, o primeiro diretor de futebol do clube, Otávio Limeira Alves, foi quem doou o terreno para a construção do estádio. Em 2011, a diretoria do Ypiranga cogitou mudar o nome do estádio para "Arena Moda Center", com o objetivo de arrecadar dinheiro por meio de direitos de nome. Em 2017, o Ypiranga passava por graves dificuldades financeiras e o Limeirão estava em péssimas condições - arquibancadas deterioradas, lixo nos vestiários, tribunas de honra com mofo e sem gramado. Por esse motivo, o estádio não recebeu o laudo da Federação Pernambucana de Futebol (FPF) para receber partidas em 2018 e, assim, o Ypiranga precisou mandar seus jogos no Estádio Luiz José de Lacerda, do Central Sport Club.
Em 2022, o Limeirão passou por grandes obras - replantio do gramado, reforço estrutural nas arquibancadas, reforma dos vestiários e troca do alambrado - com o objetivo de permitir seu uso pelo Ypiranga ao longo da Série A2. Apesar de sua capacidade constar como pouco mais de 5.000 espectadores, a FPF ocasionalmente registra um público maior, como 7.045 presentes na partida Porto 0 x 1 Salgueiro, em março de 2014. Esses números são objeto de denúncias de desvio público de recursos financeiros do Estado.

## Símbolos

### Escudo
Desde os primeiros jogos disputados, o Ypiranga jogou com suas cores azul e branco e com seu escudo no peito, com a sua mascote que representa o município de Santa Cruz do Capibaribe.
O município, é conhecido por ser uma das principais representantes do polo têxtil de Pernambuco. Para se ter uma ideia da importância da indústria têxtil para a cidade, atualmente o município abriga cerca de 12 mil fábricas de pequeno e grande porte. Cerca de 85% das empresas do estado, que empregam aproximadamente 110 mil pessoas, número que supera a quantidade de habitantes, que, segundo dados do IBGE, é de 105.761 mil habitantes. Por conta disso, a cada dia os representantes da equipe percebiam a necessidade de aproximar a equipe com a realidade da cidade, transformando o clube numa verdadeira bandeira da cidade, tendo uma maquina de costura em seu escudo que releva a importância têxtil do município.

### Mascotes

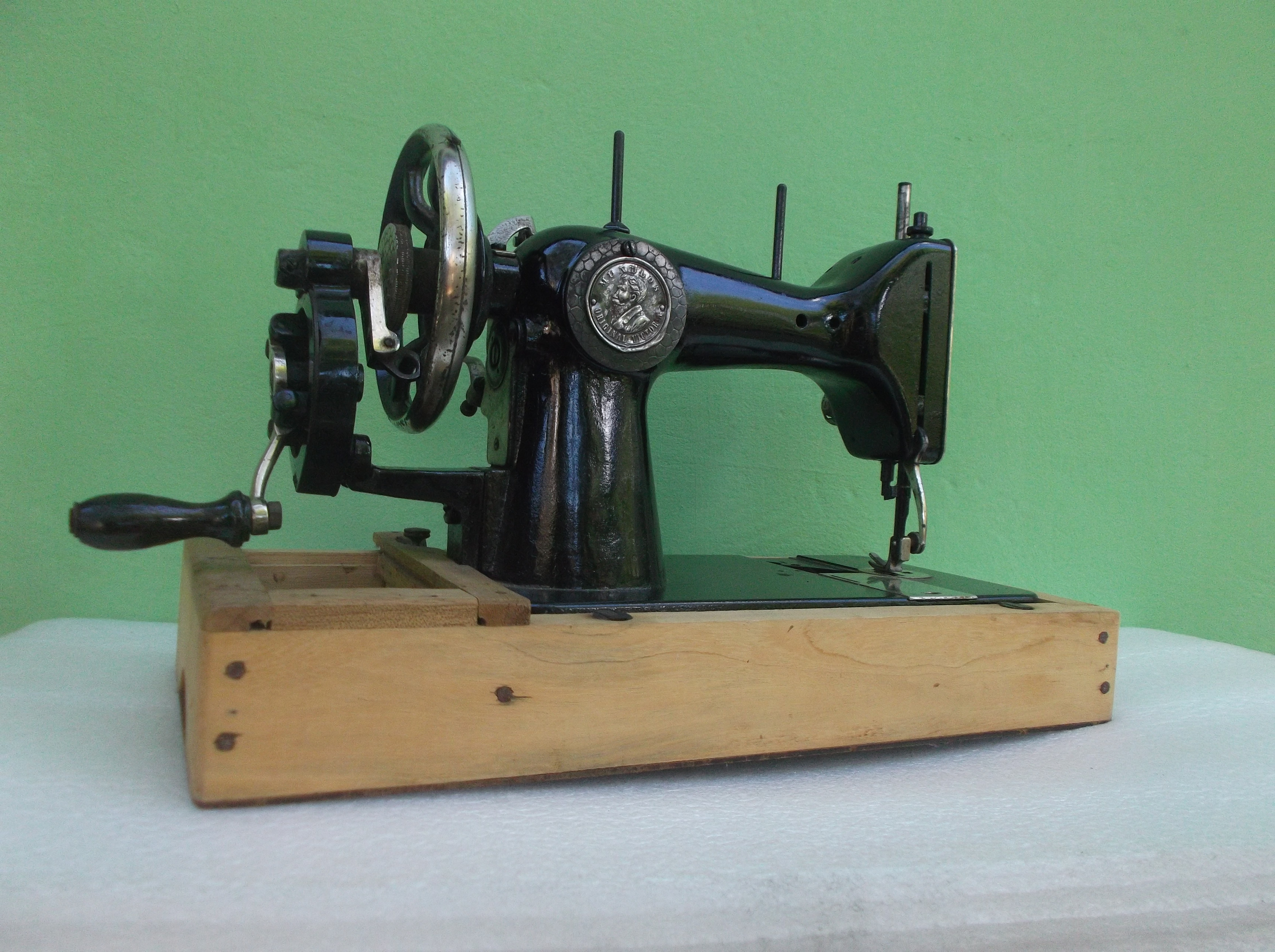
Mascote que representa a importância têxtil de Santa Cruz do Capibaribe

A máquina de costura é um aparelho utilizado para unir ou prender partes de tecidos ou outros materiais flexíveis, por exemplo na fabricação de peças de vestuário ou de calçado. Basicamente, a máquina consiste num mecanismo que faz mover uma agulha na ponta da qual está enfiada em uma linha que é em cada movimento de passagem pelo tecido enrolada noutra linha colocada numa bobina separada. O movimento pode ser feito manualmente, por meio de um pedal ou por um motor eléctrico.
E Santa Cruz do Capibaribe, é uma das principais representantes do polo têxtil do estado de Pernambuco e a 2º maior produtora de confecções do Brasil, ficando atrás apenas da capital paulista e possui o maior parque de confecções da América Latina em sua categoria, o Moda Center Santa Cruz. É também conhecida como a Capital da Sulanca, dai que veio um dos apelidos do Ypiranga. Por apelo popular, a direção da Sociedade Esportiva Ypiranga Futebol Clube, quis aproximar mais a população santacruzense, tornando o clube numa extensão representativa da cidade, tornando o aparelho de costura uma mascote e relevando a importância têxtil no mercado nacional. Hoje em seu novo e reformulado escudo, está presente desde sua criação em 1938.

## Títulos
| ESTADUAIS | ESTADUAIS                          | ESTADUAIS | ESTADUAIS   |
|           | Competição                         | Títulos   | Temporadas  |
| --------- | ---------------------------------- | --------- | ----------- |
|           | Campeonato Pernambucano - Série A2 | 1         | 2004        |
|           | Campeonato Pernambucano - Série A3 | 1         | 2023        |
|           | Copa Pernambucana                  | 1         | 1994        |
|           | Copa do Interior                   | 1         | 1994        |
|           | Campeonato do Interior             | 1         | 2006 e 2013 |

## Estatísticas

### Campanhas de destaque
| Sociedade Esportiva Ypiranga Futebol Clube | Sociedade Esportiva Ypiranga Futebol Clube | Sociedade Esportiva Ypiranga Futebol Clube | Sociedade Esportiva Ypiranga Futebol Clube | Sociedade Esportiva Ypiranga Futebol Clube |
| Torneio                                    | Campeão                                    | Vice-campeão                               | Terceiro colocado                          | Quarto colocado                            |
| ------------------------------------------ | ------------------------------------------ | ------------------------------------------ | ------------------------------------------ | ------------------------------------------ |
| Campeonato Brasileiro - Série C            | 0 (não possui)                             | 0 (não possui)                             | 0 (não possui)                             | 0 (não possui)                             |
| Campeonato Brasileiro - Série D            | 0 (não possui)                             | 0 (não possui)                             | 0 (não possui)                             | 0 (não possui)                             |
| Campeonato Pernambucano - Série A1         | 0 (não possui)                             | 0 (não possui)                             | 1 (2006)                                   | 1 (2013)                                   |
| Campeonato Pernambucano - Série A2         | 1 (2004)                                   | 0 (não possui)                             | 0 (não possui)                             | 0 (não possui)                             |
| Copa Pernambuco                            | 1 (1994)                                   | 0 (não possui)                             | 0 (não possui)                             | 0 (não possui)                             |
| Campeonato do Interior                     | 2 (2006 e 2013)                            | 2 (1995 e 2010)                            | 2 (2008 e 2012)                            | 3 (2005,2007 e 2009)                       |
| Copa dos Clubes Profissionais do Interior  | 1 (1994)                                   | 0 (não possui)                             | 0 (não possui)                             | 0 (não possui)                             |

### Participações
|  | Participações em 2025 |

| Competição | Competição              | Temporadas | Melhor campanha     | Estreia | Última | P | R |
| Pernambuco | Campeonato Pernambucano | 15         | 3º colocado (2006)  | 1994    | 2015   |   | 2 |
| Pernambuco | Série A2                | 12         | Campeão (2004)      | 1998    | 2025   | 2 | 1 |
| Pernambuco | Série A3                | 1          | Campeão (2023)      | 2023    | 2023   | 1 |   |
| Pernambuco | Copa Pernambuco         | 3          | Campeão (1994)      | 1994    | 2019   | – |   |
| Brasil     | Série C                 | 2          | 64º colocado (2006) | 1995    | 2006   |   |   |
| Brasil     | Série D                 | 2          | 23º colocado (2013) | 2012    | 2013   |   |   |

## Outras modalidades desportivas

### Futebol de base
Campanhas de destaque
- Campeonato Brasileirinho de Futebol Júnior - Sub-20: 2008
- Vice-Campeão do Campeonato Brasileirinho de Futebol Júnior - Sub-18: 2008
- Vice-Campeão do Campeonato Pernambucano de Juniores: 2008